# Scotospilus plenus
Scotospilus plenus là một loài nhện trong họ Hahniidae.
Loài này thuộc chi Scotospilus. Scotospilus plenus được Raymond Robert Forster miêu tả năm 1970.